# Episodi di Orange Is the New Black (settima stagione)
La settima ed ultima stagione della serie televisiva Orange Is the New Black è stata pubblicata sulla piattaforma on demand Netflix il 26 luglio 2019 in tutti i territori in cui il servizio è disponibile.
| nº | Titolo originale            | Titolo italiano                      | Pubblicazione USA | Pubblicazione Italia |
| -- | --------------------------- | ------------------------------------ | ----------------- | -------------------- |
| 1  | Beginning of the End        | L'inizio della fine                  | 26 luglio 2019    | 26 luglio 2019       |
| 2  | Just Desserts               | Solo dolci                           | 26 luglio 2019    | 26 luglio 2019       |
| 3  | And Brown is the New Orange | Il marrone sta meglio dell'arancione | 26 luglio 2019    | 26 luglio 2019       |
| 4  | How to Do Life              | Come sopravvivere all'ergastolo      | 26 luglio 2019    | 26 luglio 2019       |
| 5  | Minority Deport             | Minority Deport                      | 26 luglio 2019    | 26 luglio 2019       |
| 6  | Trapped in an Elevator      | Bloccate in ascensore                | 26 luglio 2019    | 26 luglio 2019       |
| 7  | Me as Well                  | Anch'io                              | 26 luglio 2019    | 26 luglio 2019       |
| 8  | Baker's Dozen               | Una dozzina abbondante               | 26 luglio 2019    | 26 luglio 2019       |
| 9  | The Hidey Hole              | Il nascondiglio                      | 26 luglio 2019    | 26 luglio 2019       |
| 10 | The Thirteenth              | La tredicesima                       | 26 luglio 2019    | 26 luglio 2019       |
| 11 | God Bless America           | Dio benedica l'America               | 26 luglio 2019    | 26 luglio 2019       |
| 12 | The Big House               | La galera                            | 26 luglio 2019    | 26 luglio 2019       |
| 13 | Here's Where We Get Off     | Siamo al capolinea                   | 26 luglio 2019    | 26 luglio 2019       |

## L'inizio della fine
- Titolo originale: Beginning of the End
- Diretto da: Michael Trim
- Scritto da: Jenji Kohan
- Personaggio in primo piano: Piper Chapman

### Trama
Piper fatica ad adattarsi alla vita dopo Litchfield. Ora vive con Cal e Neri ma non è in grado di pagare l'affitto e le tasse di prova. Si confronta con suo padre, che non è disposto a sostenerla finanziariamente. Alex tenta di sbarazzarsi di Badison mettendole un telefono nel dormitorio. Tuttavia, Taystee trova il telefono per prima, il che si traduce in uno scontro violento che manda sia lei che Badison allo SHU. Hellman costringe Alex a spacciare eroina fino al ritorno di Badison. I figli di Aleida si sono trasferiti nella residenza di Hopper. Lorna ha dato alla luce un bambino, Sterling. L'infedeltà di Daddy fa arrabbiare Daya, che la uccide accidentalmente con un'overdose di fentanyl come vendetta.

## Solo dolci
- Titolo originale: Just Desserts
- Diretto da: Andrew McCarthy
- Scritto da: Brian Chamberlayne
- Personaggio in primo piano: Artesian McCullough

### Trama
Maritza, rilasciata sulla parola, si sente con un giocatore NBA che ha incontrato in un club. Piper si guadagna da vivere facendo da babysitter. Linda licenzia Figueroa dalla sua posizione di direttrice ad interim; Aleida fa pressioni su Hopper perché questi si candidi alla posizione di direttore. Tamika vuole essere promossa a capoguardia e chiede consiglio a Caputo. Sebbene Linda avesse inizialmente pianificato di assumere Hopper, rimane impressionata da Tamika e la assume come nuova direttrice. McCullough sorprende Alex mentre cerca di sbarazzarsi delle droghe di Hellman. Rendendosi conto che denunciare Alex e Hellman per droga non servirà a nulla, McCullough costringe invece Alex a vendere l'eroina per lei. Daya è determinata a usurpare la posizione di Daddy in prigione. Maritza viene arrestata durante un raid dell'ICE e inviata al centro di detenzione del PolyCon. 

#### Flashback
Nell'esercito, McCullough viene ostracizzata dai suoi compagni soldati quando denuncia un'aggressione sessuale contro un collega.

## Il marrone sta meglio dell'arancione
- Titolo originale: And Brown is the New Orange
- Diretto da: Costantino Makris
- Scritto da: Vera Santamaria
- Personaggio in primo piano: Blanca Flores

### Trama
Tamika inizia il suo mandato come direttrice. Sebbene Tamika sia scoraggiata nell'apprendere di essere stata assunta solo per essere nera, è ispirata dal consiglio di Figueroa di fare quello che vuole. Tamika chiude la SHU e trasferisce Badison in una prigione del Missouri. Maritza non riesce a dimostrare la sua cittadinanza americana. Si riunisce anche con Blanca presso la struttura. Diablo fa visita a Blanca, ma viene preso in custodia a causa della sua green card scaduta. Suzanne cerca di ricucire la relazione tra Taystee e Cindy, senza successo. Alex butta l'eroina di Hellman nel water e convince McCullough a contrabbandare caricabatterie per telefoni portatili. Piper inizia a lavorare per l'azienda di suo padre. Red, Gloria, Nicky, Lorna e Flaca sono incaricate di gestire la cucina presso la struttura PolyCon dove risiedono Maritza e Blanca.

#### Flashback
Blanca ottiene la sua green card e festeggia con Diablo. Più tardi, Blanca copre l'incidente della donna anziana di cui si prendeva cura.

## Come sopravvivere all'ergastolo
- Titolo originale: How to Do Life
- Diretto da:  Andrew McCarthy
- Scritto da: Merritt Tierce
- Personaggio in primo piano: Gloria Mendoza

### Trama
Piper è alle prese con il suo nuovo lavoro. Maritza si riunisce con Flaca, che è in grado di contattare la madre estranea di Maritza. Tuttavia, a Flaca viene detto che Maritza è nata in Colombia e non ha un certificato di nascita statunitense. Tamika crea nuovi programmi di educazione carceraria; Maria e Cindy trovano conforto nel corso di giustizia riparativa di Caputo, mentre Pennsatucky partecipa a un corso GED. Lorna scopre dal marito che Sterling era tragicamente morto di polmonite; La donna si rifiuta di accettare la morte di Sterling e mantiene la convinzione che suo figlio sia ancora vivo. Taystee, nel tentativo di suicidarsi, cerca di comprare il fentanyl da Daya, che è diventata la  boss della prigione. Daya si rifiuta di fare l'offerta. Taystee in seguito tenta di impiccarsi, ma si tira indietro all'ultimo secondo.

#### Flashback
Gloria si trasferisce a New York e sceglie di lasciare le sue figlie a Porto Rico, promettendo che alla fine staranno insieme. Quando è il momento per le figlie di Gloria di trasferirsi, si rifiutano di farlo, risentite della decisione di Gloria di trasferirsi.

## Minority Deport
- Titolo originale: Minority Deport
- Diretto da:  Laura Prepon
- Scritto da: Antonio Natoli
- Personaggio in primo piano: Aleida Diaz

### Trama
Aleida viene arrestata quando picchia il fidanzato spacciatore di sua figlia. Piper e Cal si liberano delle loro responsabilità per un giorno bevendo alcolici e sballando. Quando Piper viene sorpresa a manomettere il suo test antidroga, le viene ordinato dal suo ufficiale di sorveglianza di partecipare alle riunioni di Narcotici Anonimi. Red inizia a diventare smemorata. Taystee inizia a lavorare come assistente di Tamika. Tuttavia, Taystee intende approfittare del suo lavoro fornendo informazioni esterne a Daya, nella speranza che alla fine ottenga i farmaci che aveva chiesto. Cindy è pronta per il rilascio anticipato. Blanca è in grado di estendere la sua data del tribunale. Gloria dà a Maritza un numero gratuito che può aiutarla a contattare un avvocato, ma quando Maritza dà il numero ad altre detenute, viene catturata dalle guardie e deportata in Colombia.

#### Flashback
Nella sua adolescenza, Aleida ha avuto a che fare con molti uomini predatori.

## Bloccate in ascensore
- Titolo originale: Trapped in an Elevator
- Diretto da:  Nick Sandow
- Scritto da: Heather Jeng Bladt
- Personaggio in primo piano: Maria Ruiz

### Trama
Maria è scioccata quando Yadriel rivela che lui e la loro figlia si stanno trasferendo con la sua nuova ragazza. Inizialmente si infuria ma, ispirata dall'incarico di Caputo di riflettere su chi ha ferito, si scusa con Yadriel per non essersi fidata di come sta crescendo la loro figlia. Cindy, anche lei ispirata dall'incarico di Caputo, si scusa con sua madre per l'imminente data di rilascio. Taystee si vendica di Cindy scrivendo una lettera alla figlia di quest'ultima, Monica, a cui rivela che Cindy è la sua vera madre. Alex e McCullough continuano la loro operazione di contrabbando. Linda chiude il reparto psichiatrico. Caputo scopre che Susan Fischer, la donna ufficiale licenziata ingiustamente da Caputo nella seconda stagione, lo sta accusando di molestie sessuali. Cindy viene rilasciata dal carcere.

#### Flashback
Maria, che lavora in un negozio di abbigliamento, ha intenzione di lasciare Yadriel. Dopo essere stata arrestata per aver venduto merci contraffatte, Maria e Yadriel consolidano la loro relazione quando lei rivela la sua gravidanza. È implicito che Yadriel potrebbe non essere il padre del bambino.

## Anch'io
- Titolo originale: Me as Well
- Diretto da:  Ludovic Littee
- Scritto da: Tami Sagher
- Personaggio in primo piano: Tiffany "Pennsatucky" Doggett

### Trama
Nicky inizia una storia d'amore con Shani, una dei detenuti dell'ICE. Blanca si lega a Karla, che le mostra una biblioteca legale online che può usare per preparare il suo caso. Una Piper solitaria segue il consiglio di Alex di fare sesso con un'altra persona, anche se questo non fa altro che farle desiderare Alex ancora di più. McCullough bacia Alex. Pennsatucky fallisce il suo test di pratica GED; il suo insegnante determina che potrebbe avere la dislessia e raccomanda a Pennsatucky di ottenere un tutor. Caputo cerca di scusarsi con Fischer. Daya manda Taystee in missione per recuperare il suo telefono preso durante una perlustrazione. Nicky trova Red, delirante, seduta in un congelatore. Suzanne consegna a Taystee un diario in cui spiega cosa è successo la notte in cui è morto Piscatella. Tamika trova il diario e incoraggia Taystee a fornire queste nuove informazioni al suo avvocato.

#### Flashback
Pennsatucky si riunisce con suo padre che la mette continuamente in ridicolo; entrambi non sono consapevoli che lei mostra segni di dislessia.

## Una dozzina abbondante
- Titolo originale: Baker's Dozen
- Diretto da:  Nick Sandow
- Scritto da: Kirsa Rein
- Personaggio in primo piano: Red

### Trama
Dopo che Tamika ha destinato i soldi del PolyCon ai programmi dei detenuti, una furiosa Linda le proibisce di estendere il budget della prigione. Ora, incapace di assumere tutor GED, Tamika convince Taystee a fare da tutor a Pennsatucky. Daya dà a Taystee il fentanyl; Taystee nasconde la dose dietro un poster nell'ufficio di Tamika. Aleida torna in prigione e ha una riunione infuocata con Daya. Aleida esclude Daya dalla sua operazione antidroga. Suzanne si occupa del nuovo pollaio della prigione. Nicky affronta Red per i suoi preoccupanti segni di demenza, ma Red continua a negare le sue condizioni. McCullough e Alex iniziano una relazione sessuale. Neri porta Piper in un rifugio nel bosco con altre donne. Piper si lega a un membro del gruppo, Zelda. Confida a Zelda del suo tempo in prigione e della sua incapacità di adattarsi al mondo esterno.

#### Flashback
Con il suo crescente status nella mafia russa, Red fa amicizia con un giovane che finisce morto a causa dei suoi consigli.

## Il nascondiglio
- Titolo originale: The Hidey Hole
- Diretto da:  Natasha Lyonne
- Scritto da: Hilary Weisman Graham
- Personaggio in primo piano: Lorna Morello

### Trama
La famiglia di Cindy va in pezzi quando Monica riceve la lettera di Taystee. Sebbene la madre di Cindy, Lillian, le consigli di fare ammenda con Monica, Cindy decide invece di scappare; Lillian le ordina di non tornare mai più. Dopo essere stata tagliata fuori da Aleida, Daya minaccia l'insegnante GED della prigione di diventare il suo nuovo corriere della droga, il che spinge l'insegnante a dimettersi. La richiesta di Karla di partecipare all'udienza per la custodia dei figli viene negata. Shani confida a Nicky della sua infanzia traumatica. Piper si presenta ai suoi colleghi come criminale. Fa ammenda anche con suo padre. Fischer ottiene un ordine restrittivo contro Caputo. Vince lascia Lorna per la sua incapacità di accettare la morte di Sterling. Una sconvolta Lorna tenta di lasciare la prigione, chiudendo l'edificio.

#### Flashback
Durante una serata fuori, Lorna subisce una rottura. Costretta a tornare a casa a piedi, provoca accidentalmente la morte dei suoi due amici quando lancia un sasso contro la loro auto in movimento, che credeva fosse del suo ragazzo.

## La tredicesima
- Titolo originale: The Thirteenth
- Diretto da:  Erin Feeley
- Scritto da: Merritt Tierce
- Personaggio in primo piano: Alex Vause

### Trama
Lorna viene trovata nel pollaio e successivamente inviata in ospedale. McCullough è visibilmente scossa dal blocco e viene confortata da Alex. Il lockdown ha delle conseguenze anche per Tamika, che viene avvisata da Linda. Quando Red si taglia accidentalmente in cucina, il dottore le diagnostica una demenza a esordio precoce. Shani scopre di essere deportata. Maria si scusa con l'agente Dixon per il suo coinvolgimento nella rivolta. Caputo ammette i suoi misfatti e informa Tamika delle sue dimissioni. Luschek subentra come nuovo insegnante del corso GED. Piper decide di ricontattare Larry e Polly, e Zelda si unisce; Piper e Zelda continuano a flirtare. Alex trova i social media di Zelda e scopre la relazione tra lei e Piper. Una frustrata Alex continua la sua relazione sessuale con McCullough.

#### Flashback
Le conseguenze dei momenti chiave della relazione tra Piper e Alex sono viste dalla prospettiva di Alex.

## Dio benedica l'America
- Titolo originale: God Bless America
- Diretto da:  Diego Velasco
- Scritto da: Carolina Paiz
- Personaggio in primo piano: Karla, Shani e Santos

### Trama
Zelda invita Piper a un'elegante raccolta fondi e ammette di voler iniziare una relazione con lei. Alex si sente in colpa per la sua infedeltà e rompe con McCullough. McCullough, con il cuore spezzato, affronta Piper a casa sua e afferma che Alex deve andare avanti. Piper fa sesso con Zelda. Maria cerca di fare pace con Gloria. Nicky tenta di fermare il trasferimento di Lorna nel blocco Florida. Nicky si consulta con Vince e apprende della morte di Sterling. Aleida informa le guardie sui nascondigli di Daya. Shani lascia un biglietto d'addio per Nicky prima che venga espulsa. Figueroa è solidale con Santos, una detenuta incinta dell'ICE che è stata violentata mentre cercava di entrare negli Stati Uniti. Quando Santos cerca di indurre naturalmente un aborto spontaneo, Figueroa contrabbanda di nascosto pillole abortive per Santos. Al suo appello, Blanca riesce a guadagnare più tempo riaprendo il suo procedimento penale. Karla, invece, viene deportata in El Salvador. Karla chiama i suoi figli con un messaggio emotivo attraverso il telefono illegale di Gloria: il telefono viene poi trovato dall'agente Bell.

#### Flashback
Karla consola i suoi figli, che sono ancora in lutto per la morte del padre. Shani si confronta con la sua famiglia per il suo lesbismo. Santos viene violentata dopo non essere stata in grado di pagare l'aiuto per attraversare il confine.

## La galera
- Titolo originale: The Big House
- Diretto da:  Phil Abraham
- Scritto da: Brian Chamberlayne
- Personaggio in primo piano: Taystee

### Trama
Le guardie iniziano gli interrogatori per risalire alla proprietaria del telefono illegale. Nonostante alla data del suo rilascio manchino pochi giorni, Gloria confessa che il telefono le appartiene. Taystee si consulta con il suo avvocato e scopre che il diario di Suzanne non può essere utilizzato come prova per un processo. Scoraggiata da questa notizia, Taystee ha intenzione di suicidarsi con il fentanyl di Daya. Nicky lascia a malincuore che Lorna venga trasferita nel blocco Florida. Hopper viene licenziato dopo essere stato sorpreso a fare sesso con Aleida. McCullough informa Alex che Piper sta vedendo qualcun altro. Alex affronta Piper in visita; Alex confessa di non provare alcun sentimento per McCullough, ma Piper ammette di provare qualcosa per Zelda. McCullough fa trasferire Alex in una prigione dell'Ohio. Durante l'esame GED, Luschek non riesce a fornire a Pennsatucky del tempo extra per la sua dislessia. Credendo di non aver superato il test, Pennsatucky sniffa fentanyl dalla troupe di Daya e va in overdose. Taystee poi scopre il corpo privo di sensi di Pennsatucky e chiede aiuto.

#### Flashback
Durante il suo breve rilascio nella prima stagione, Taystee viene cacciata dalla sua casa famiglia e non ha un posto dove stare. Ha una telefonata emozionante con Poussey, che l'aveva chiamata da Litchfield.

## Siamo al capolinea
- Titolo originale: Here's Where We Get Off
- Diretto da:  Mark A. Burley
- Scritto da: Jenji Kohan
- Personaggio in primo piano: -

### Trama
Pennsatucky muore per overdose. Taystee scopre che Pennsatucky ha superato l'esame GED. Suzanne, essendo stata sua coinquilina, allestisce un memoriale in suo onore nel braccio Florida. Zelda invita Piper a unirsi a lei in un viaggio a Northampton. Piper fa visita ad Alex, che le dice del suo trasferimento; Alex pensa che dovrebbero rompere, credendo che stia trattenendo Piper da nuove esperienze. Una Piper in conflitto si confida con Larry, che le consiglia di "fare ciò che farebbe la nuova Piper". Luschek si prende la colpa per Gloria e afferma di aver contrabbandato i telefoni cellulari, con conseguente licenziamento. Taystee restituisce il suo sacchetto di fentanyl a Daya. Dopo aver scoperto che Daya aveva portato i suoi fratelli più piccoli nell'operazione di droga, Aleida la soffoca con rabbia. Una senzatetto Cindy fa ammenda con Lillian e Monica. Red viene trasferita nel Florida e si riunisce con Lorna e Frieda, pur non ricordando chi sia quest'ultima. Caputo e Figueroa visitano una clinica per adozioni. In El Salvador, Karla segue un coyote a piedi negli Stati Uniti, si rompe una caviglia e rimane bloccata nel deserto. Quando una bottiglia di droga di Hellman viene trovata fuori dalla prigione, Linda licenzia Tamika sul posto e Hellman la sostituisce come nuovo direttore. L'episodio finale si conclude con un montaggio che scava nelle vite di diversi personaggi. Alex viene trasferita nella prigione dell'Ohio, che ospita molti ex detenuti di Litchfield: Big Boo, Anita, Yoga Jones, Gina, Norma, Leanne, Angie, Janae, Alison, Sankey e Soso. Nicky diventa una nuova figura materna per diversi detenuti. Flaca aiuta i detenuti della struttura ICE. Gloria viene rilasciata e si riunisce con i suoi figli. Maria vede la sua bambina in visita. Blanca vince la causa e si riunisce con Diablo in Honduras. Mendez, scarcerato, viene visto crescere la bambina di Daya. Con un piccolo aiuto da Judy King, Taystee avvia il Poussey Washington Fund con l'assistenza di Suzanne. Piper ha scelto di stare con Alex, essendosi trasferita in Ohio per ricominciare e visitare facilmente Alex in prigione.